# Cyprus op de Olympische Winterspelen 2014
Cyprus was een van de landen die deelnam aan de Olympische Winterspelen 2014 in Sotsji, Rusland.

## Deelnemers en resultaten
(m) = mannen, (v) = vrouwen 

### Alpineskiën
| Olympiër                 | Onderdeel        | Resultaat | Prestatie                                                          |
| ------------------------ | ---------------- | --------- | ------------------------------------------------------------------ |
| Constantinos Papamichael | reuzenslalom (m) | 64e       | Totaal: 3.13,11 (+27,82) run 1: 1.35,74 (69e) run 2: 1.37,37 (66e) |
| Constantinos Papamichael | slalom (m)       | DNF-1     | 1e run: niet gefinisht                                             |
|                          |                  |           |                                                                    |
| Alexandra Taylor         | slalom (v)       |           | DNS                                                                |